# Sant Gregori
Sant Gregori è un comune spagnolo di 2 487 abitanti situato nella comunità autonoma della Catalogna.